# Sociologia visuale
La sociologia visuale è una branca della sociologia che ha come suo campo di applicazione l'utilizzo della fotografia e di altre forme visive. In particolare può essere considerata un metodo di ricerca sociale, oppure una disciplina sociologica dotata di un suo specifico campo di applicazione..